# Sala cu Orgă din Chișinău
Sala cu Orgă este un monument de arhitectură și sală de concerte din Chișinău (Republica Moldova). Clădirea este situată la numărul 81 de pe Bulevardul Ștefan cel Mare și Sfânt.
Edificiul se impune prin forme monumentale, executate preponderent în stil clasic, îmbinate cu unele elemente de artă romantică. Cupola și grupurile sculpturale imprimă clădirii o expresivitate artistică. Până în anul 1974, clădirea a găzduit Banca de Stat a RSSM.

## Istoric
Edificiul Sălii cu Orgă a fost dat în exploatare în anul 1901, sub conducerea arhitectului Mihail Cekerul-Cuș. 
În anii 1970 un grup de intelectuali în frunte cu dirijorul Timofei Gurtovoi (1919–81), prim-dirijor al Orchestrei Simfonice a Filarmonicii, promovează ideea construirii unei noi săli de concerte în care ar fi instalată o orgă. Această idee a fost susținută de conducerea RSSM, care decide să reconstruiască interiorul băncii, între anii 1975–78, adaptându-l pentru concerte de muzică de cameră și de orgă.
La 11 octombrie 2014 a fost anunțat că Sala cu Orgă din Chișinău va fi renovată cu suportul financiar al guvernului României, care va aloca un milion de euro.

## Orga
Orga a fost construită de firma „Rieger-Kloss” din orașul ceh Krnov. Orga din Chișinău este electromecanică, de dimensiuni medii, cuprinzând circa 4000 tuburi cu dimensiunea de la 15 cm până la 5,5 m în 56 de registre. Ea a răsunat pentru prima dată la 15 septembrie 1978.

## Galerie de imagini

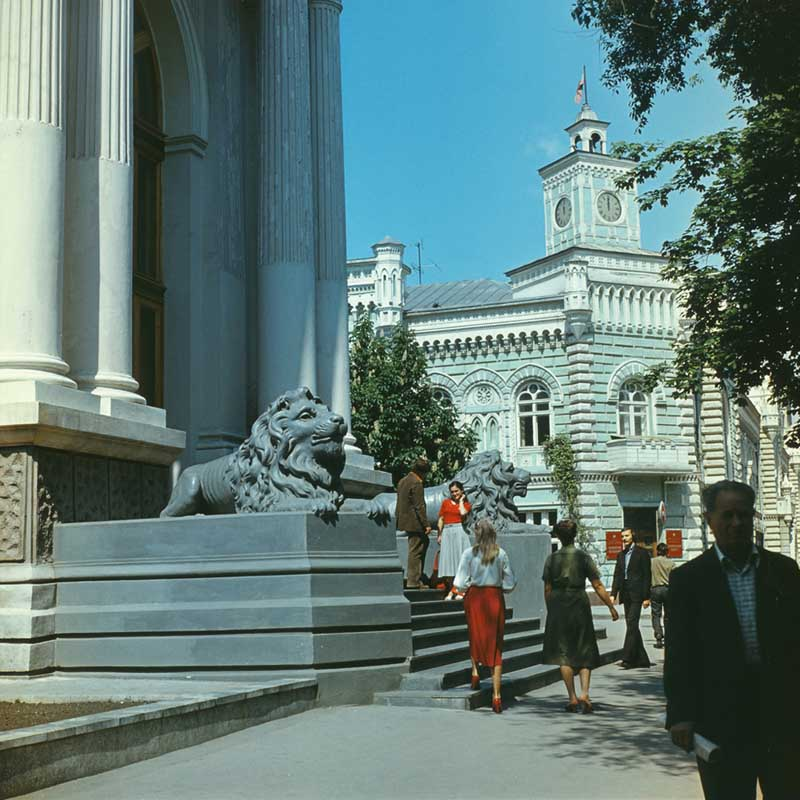
Intrarea cu lei, perioada sovietică.
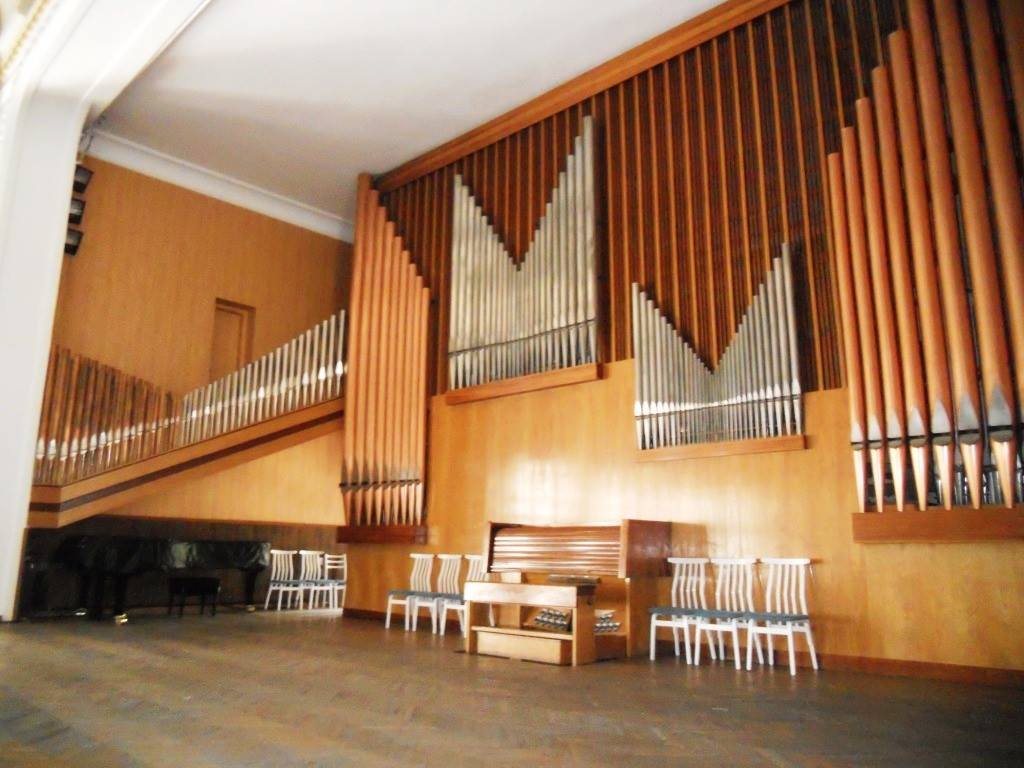
Orga
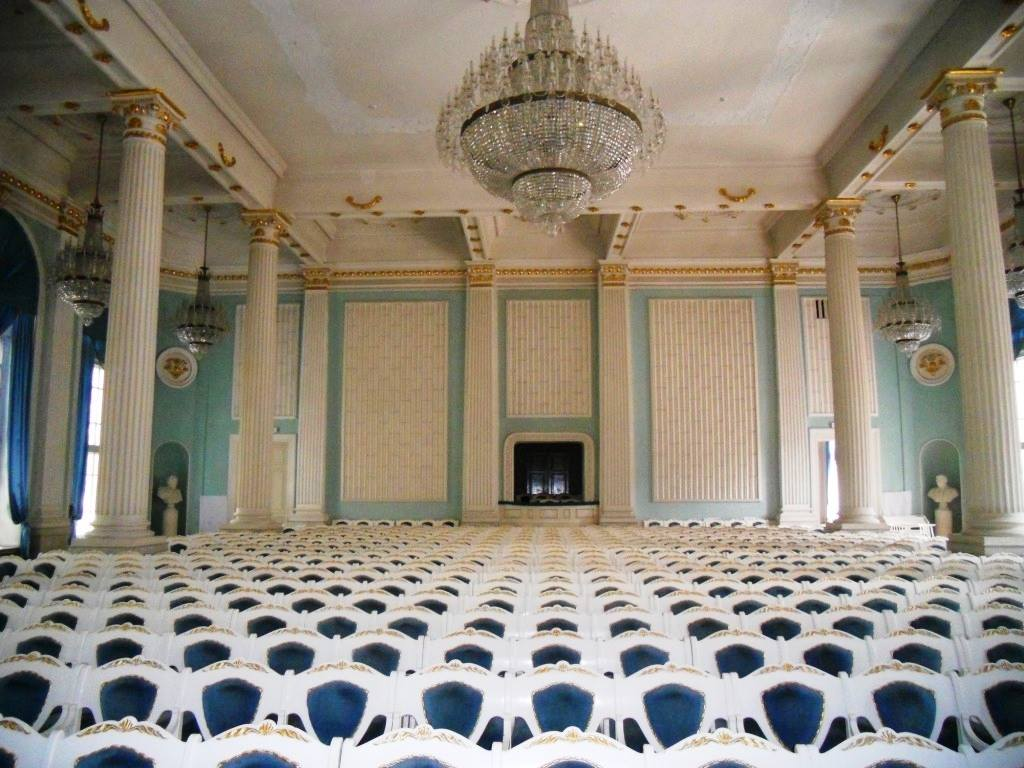
Locurile pentru spectatori
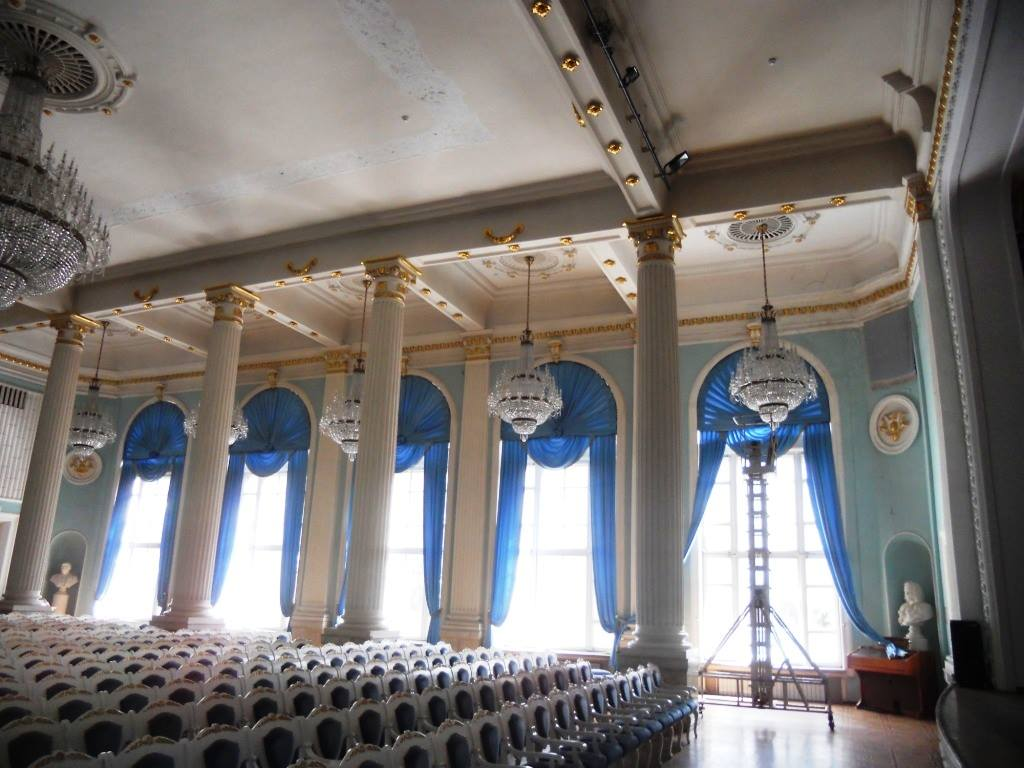
Ferestre, interior
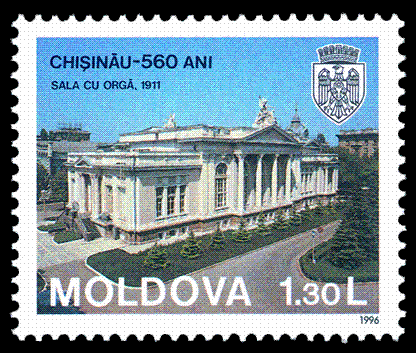
Sala cu Orgă ilustrată pe un timbru poștal din Republica Moldova, 1996.
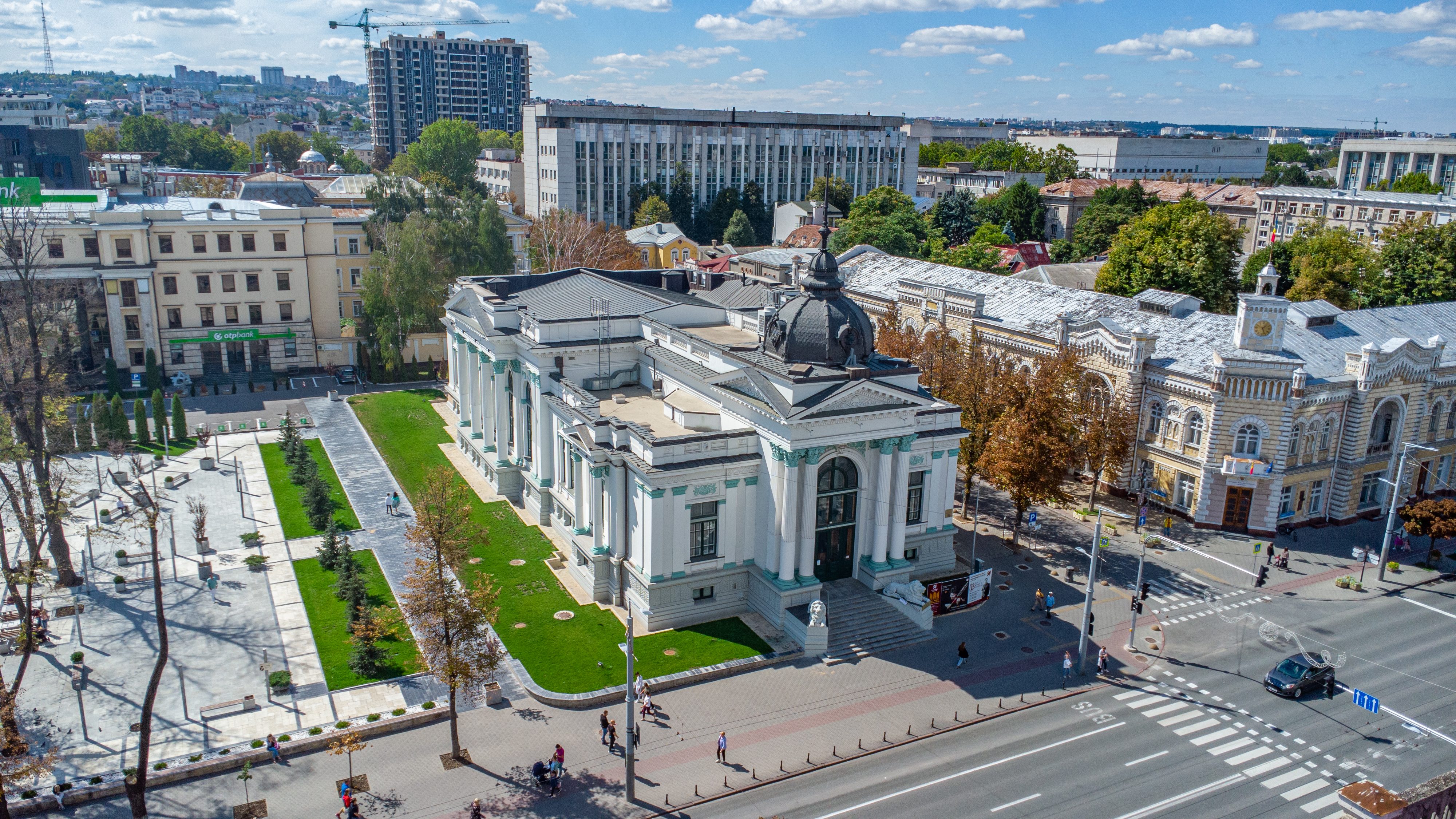
Vedere aeriană, după restaurare (2022).
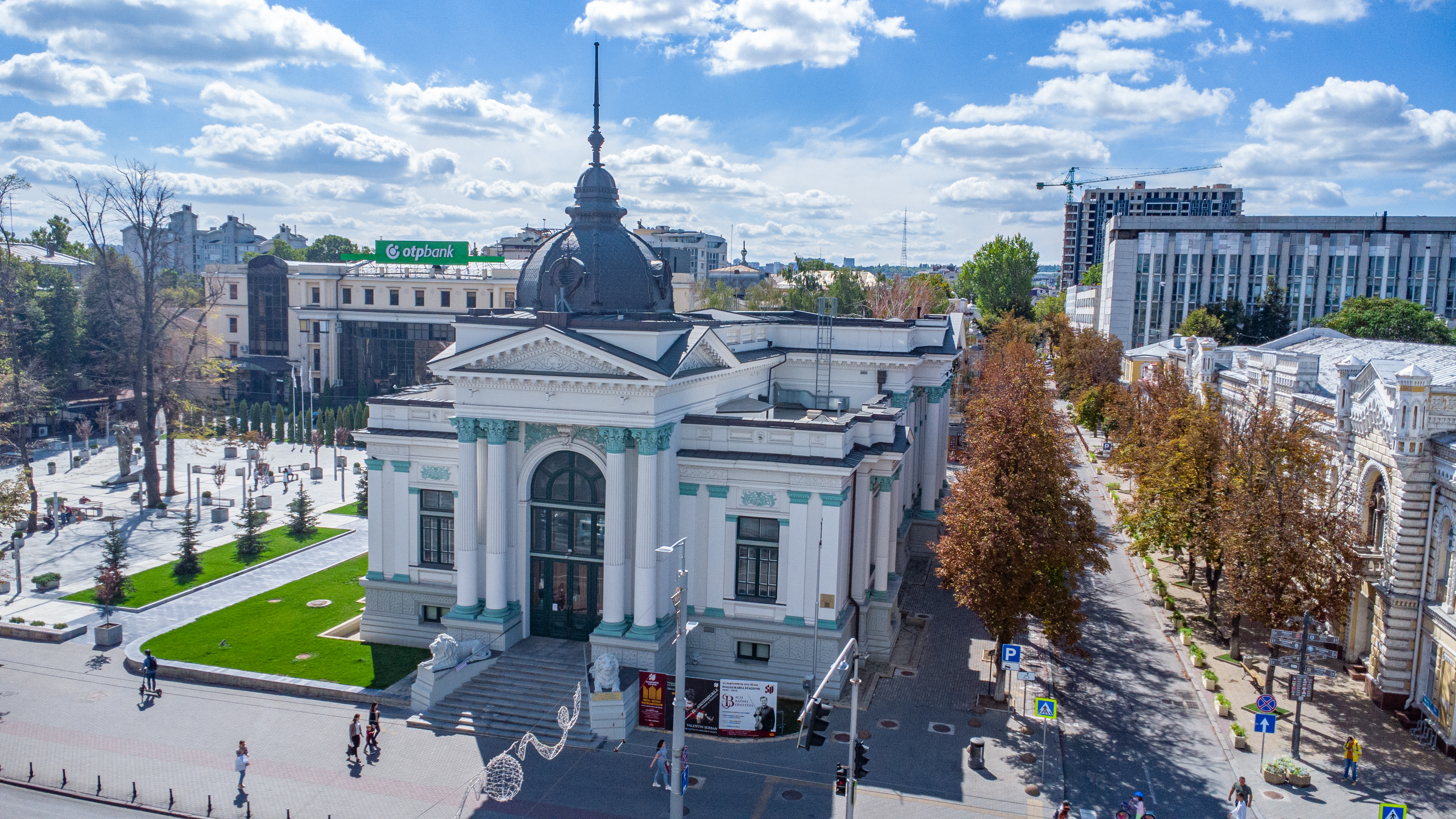

## Legături externe
- Site web oficial
- Sala cu Orgă pe fest.md
- Sala cu Orgă pe facebook.md